# Hodomys alleni
Hodomys alleni је врста глодара из породице хрчкова (Cricetidae).

## Распрострањење
Ареал врсте је ограничен на једну државу. Мексико је једино познато природно станиште врсте.

## Станиште
Станиште врсте су брдовити предели.

## Угроженост
Ова врста није угрожена, и наведена је као последња брига јер има широко распрострањење.